# 50 Вірджинія
50 Вірджинія — астероїд головного поясу, відкритий 4 жовтня 1857 року.
Тіссеранів параметр щодо Юпітера — 3,329.